# Skiffermes
Skiffermes (Melaniparus funereus) är en afrikansk fågel i familjen mesar inom ordningen tättingar.

## Utseende och läten
Skiffermesen är en medelstor till stor (14 cm), helmörk mes med röda ögon. Honan är något gråare, framför allt undertill, medan ungfågeln har vita spetsar på vingtäckarna som formar ett dubbelt vingband på sittande fågel. Den har en bred repertoar av olika knarrande och visslande läten.

## Utbredning och systematik
Skiffermes delas in i två underarter med följande utbredning:
- Melaniparus funereus funereus – förekommer från Guinea till Kamerun, Demokratiska republiken Kongo, Uganda och Kenya
- Melaniparus funereus gabela – västcentrala Angola (Gabela-förkastningen)

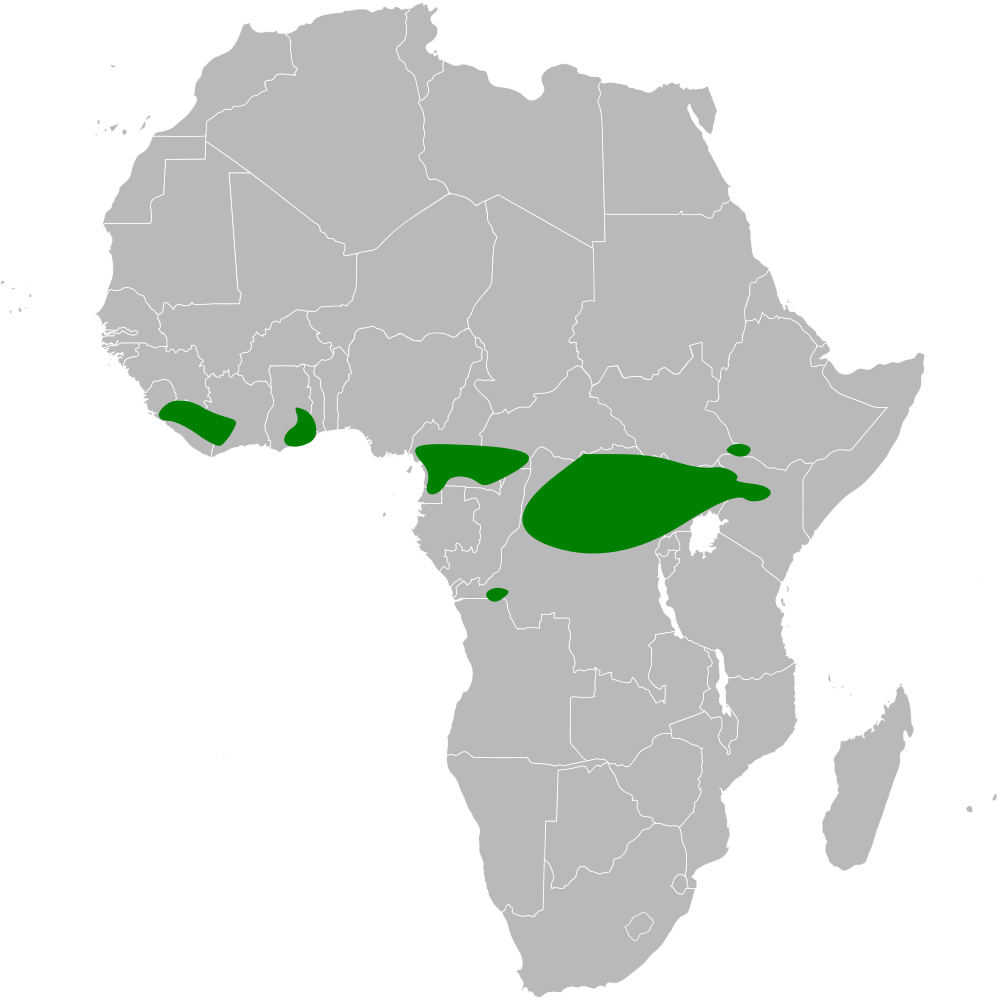
Skiffermesens utbredningsområde.

### Släktestillhörighet
Skiffermesen placerades tidigare liksom övriga mesar i Afrika i släktet Parus, men har lyfts ut till det egna släktet Melaniparus efter genetiska studier från 2013 som visade att de utgör en distinkt utvecklingslinje.

## Levnadssätt
Skiffermesen hittas i tät urskog, men även ungskog, galleriskog och gamla plantage, ibland också i lägre vegetation i av människan påverkade miljöer. Den ses nästan alltid i grupp och deltar ofta i artblandade flockar. Födan består av ryggradslösa djur som skalbaggar och hopprätvingar.

## Status och hot
Arten har ett stort utbredningsområde och en stor population, men tros minska i antal till följd av habitatförstörelse, dock inte tillräckligt kraftigt för att den ska betraktas som hotad. Internationella naturvårdsunionen IUCN kategoriserar därför arten som livskraftig (LC). Världspopulationen har inte uppskattats men den beskrivs som lokalt vanlig eller vanlig i Guinea, Sudan och Uganda, fåtalig i Sierra Leone och Kamerun och lokalt sällsynt i Elfenbenskusten och Ghana.